# Bob Roggy
Bob Roggy (ur. 6 sierpnia 1956 w New Jersey, zm. 30 sierpnia 1986 w Houston) – amerykański lekkoatleta specjalizujący się w rzucie oszczepem.
29 sierpnia 1982 uzyskał w Stuttgarcie wynik 95,80 - był to wówczas najlepszy wynik sezonu. Rezultat ten jest piątym w historii rzutu oszczepem (stary model). Sportowiec zginął tragicznie w sierpniu 1986 roku. Po jego śmierci Holmdel High School - szkoła, której był absolwentem - zaczęła fundować rokrocznie stypendium imienia oszczepnika dla najlepszych sportowców uczelni. Od 1988 organizowane są międzynarodowe zawody sportowe o memoriał Boba Roggy.  